# مدرسة دينية

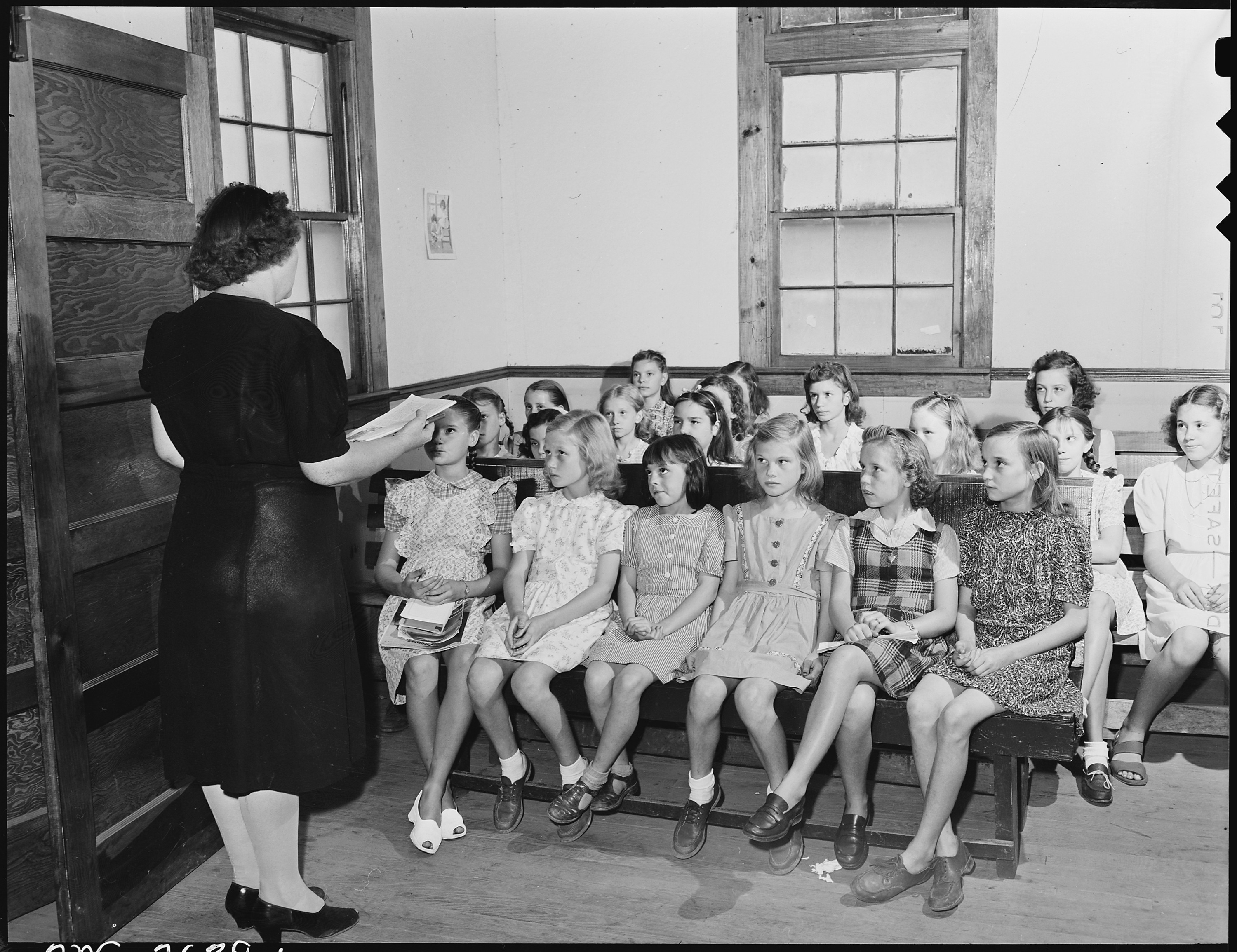
المدرسة الدينية هي نوع من المدارس تركز مناهج الدراسة فيها على الموضوعات الدينية بجانب العلوم الآخرى في مناهجها وهي تقابل المدرسة المدنية ومن أمثلة المدارس الدينية معاهد الأزهر الشريف الابتدائية والإعدادية الثانوية ومعاهد القراءات وهي البوابة الشرعية للجامعات الدينية كجامعة الأزهر. ترجع نشأة أول مدرسة عند المسلمين للقرن الرابع الهجري أنشأها الوزير نظام الملك فعرفت

المدرسة الدينية هي نوع من المدارس تركز مناهج الدراسة فيها على الموضوعات الدينية بجانب العلوم الآخرى في مناهجها وهي تقابل المدرسة المدنية ومن أمثلة المدارس الدينية معاهد الأزهر الشريف الابتدائية والإعدادية الثانوية ومعاهد القراءات وهي البوابة الشرعية للجامعات الدينية كجامعة الأزهر. ترجع نشأة أول مدرسة عند المسلمين للقرن الرابع الهجري أنشأها الوزير نظام الملك فعرفت بالمدرسة النظامية.
عند غير المسلمين وجدت المدرسة الدينية كمدارس السريان وغيرها وتعد الأديرة مدارس لمن فيها ولليهود مدارسهم الدينية وحتى الأديان الوضعية كالبوذية والكونفشيوسية وغيرها لها مدارسة الدينية وكلها دعوات لتربية رجال الدين والوعاظ والدعاة والمبشرين بهدف تثقيف وكسب الأتباع والحفاظ على التراث الديني والثقافي للشعوب والدعوة للسلام.